# Marc Gené
Marc Gené, né le 29 mars 1974 à Sabadell, est un pilote automobile espagnol. Depuis la fin de l'année 2004, et ce, jusqu'à la fin de l'année 2014, il est l'un des pilotes essayeurs de la Scuderia Ferrari en Formule 1. Il a remporté les 24 Heures du Mans en 2009. Après avoir rejoint Audi Sport Team Joest en 2012, il rejoint Nissan en 2015.

## Biographie

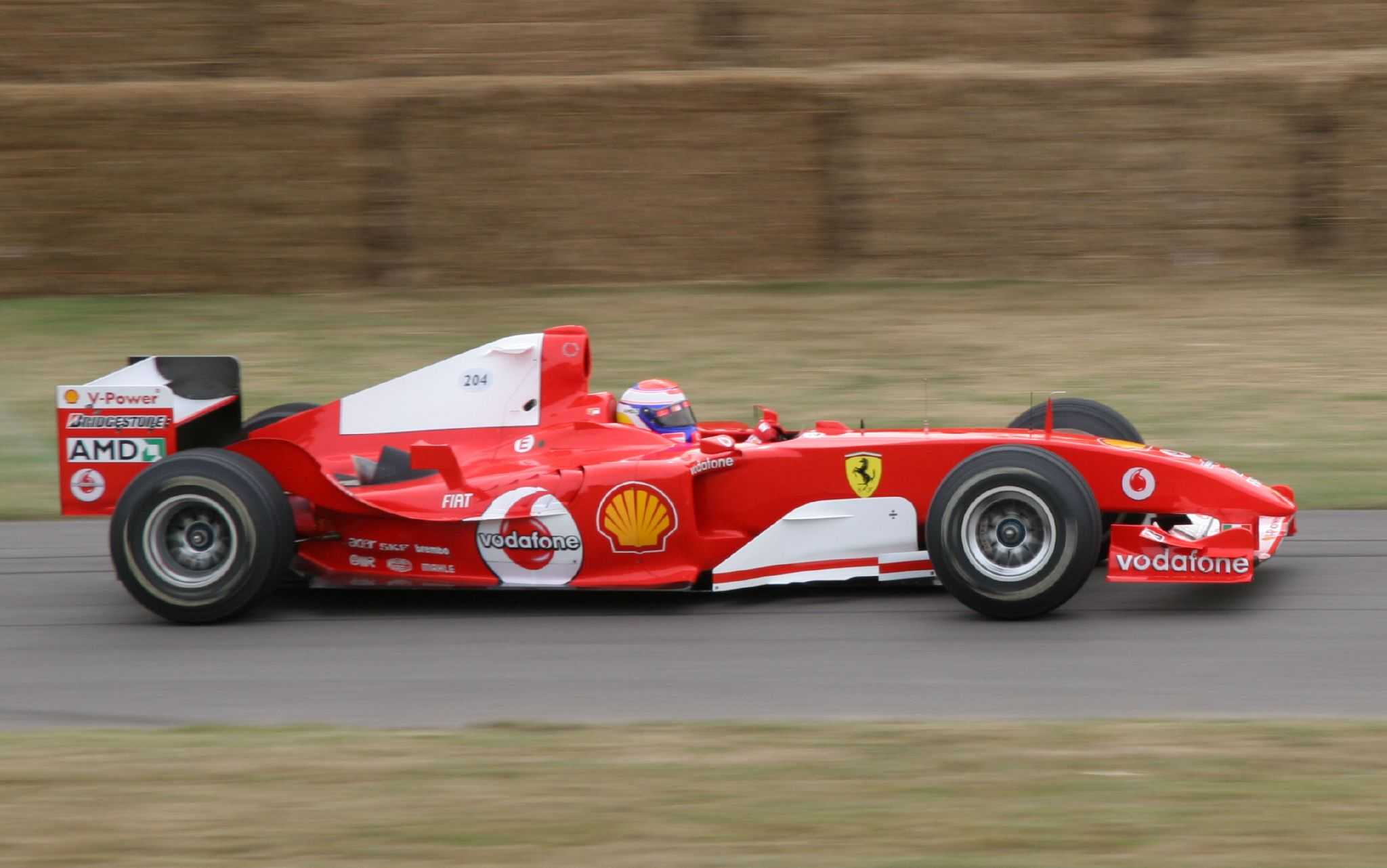
Marc Gené sur la Ferrari F2004 à Goodwood en 2006.

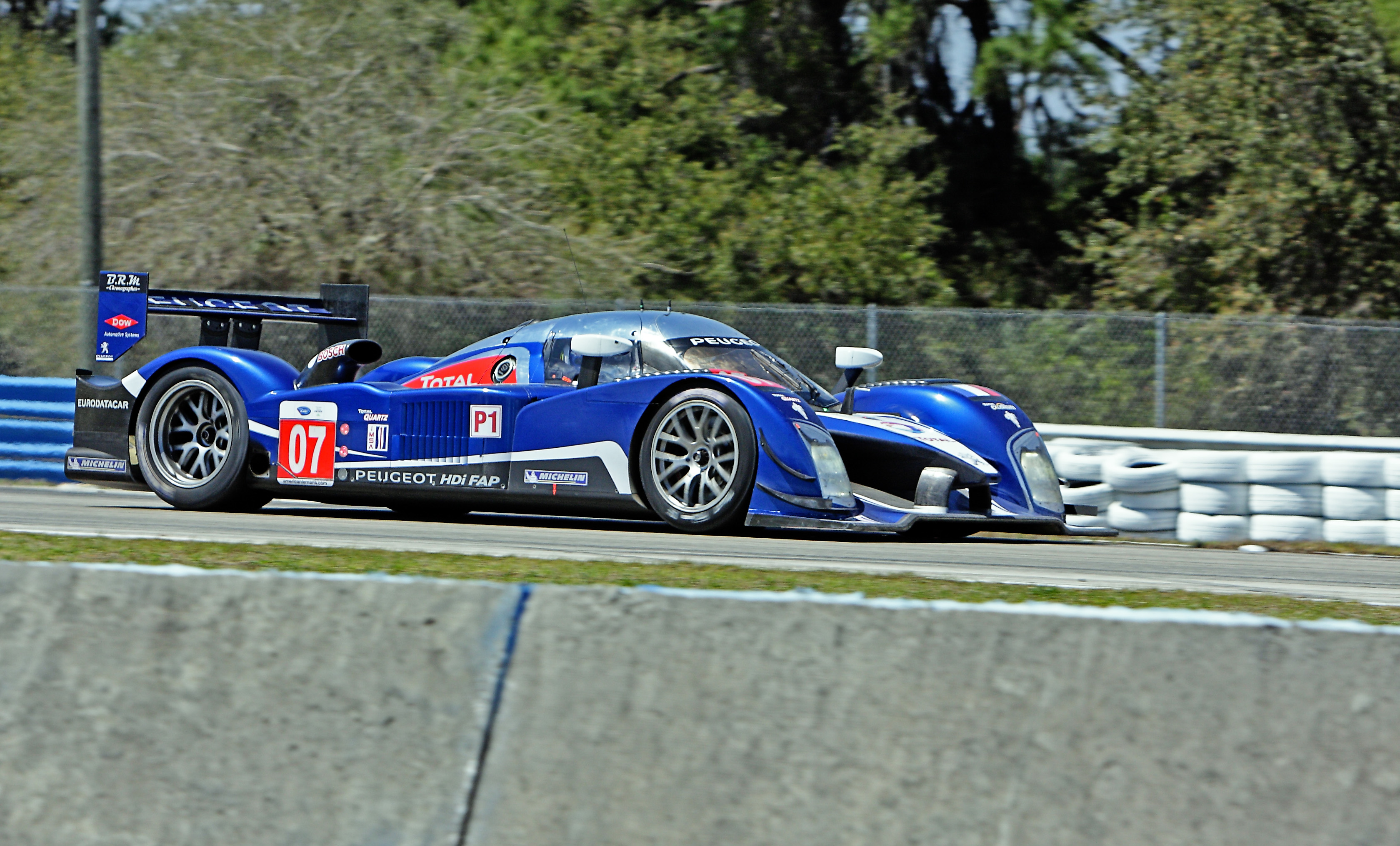
Marc Gené au volant de la Peugeot 908 HDi FAP avec laquelle il a remporté les 12 Heures de Sebring en 2010.

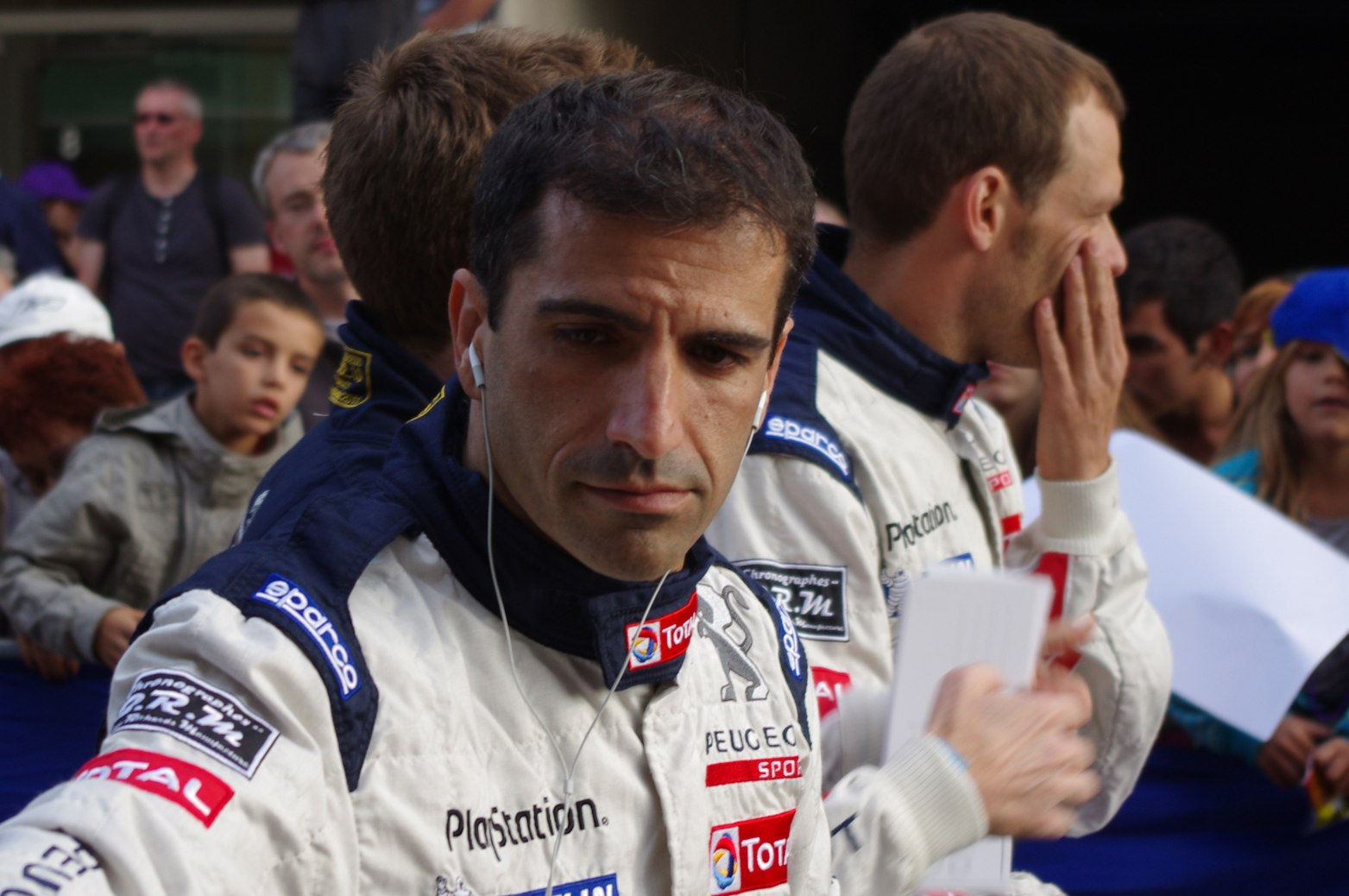
Marc Gené aux 24 Heures du Mans 2011.

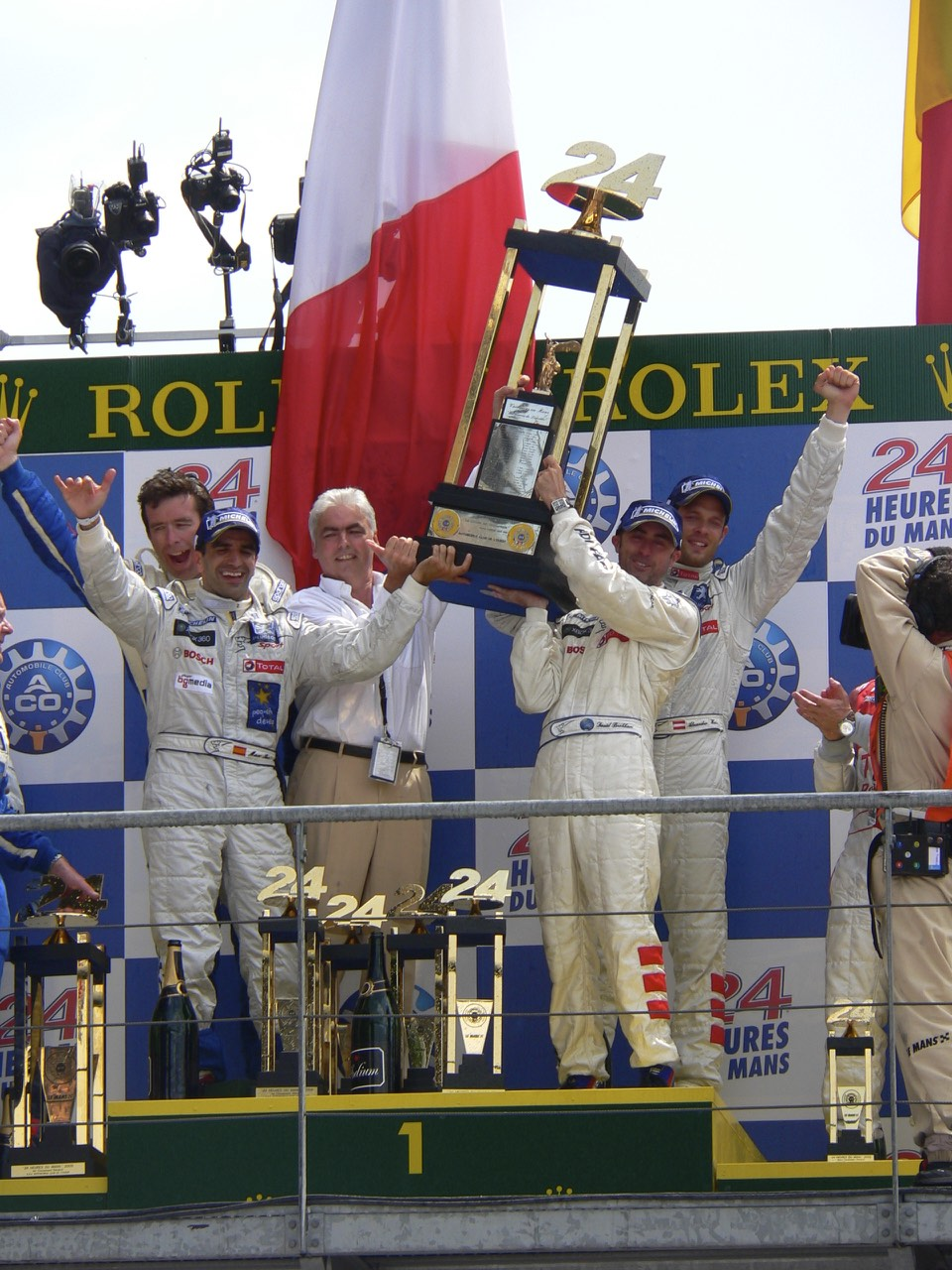
Marc Gené, David Brabham et Alexander Wurz, vainqueurs des 24 Heures du Mans 2009 avec la Peugeot 908 HDi FAP no 9, sur le podium le 14 06 2009.

Pilote de karting depuis l'adolescence, Marc Gené débute en sport automobile en 1992, à l'âge de 18 ans, dans le championnat d'Espagne de Formule Ford. Après une deuxième saison en Formule Ford, il passe en 1994 dans le championnat de Grande-Bretagne de Formule 3.
Après un passage peu remarqué en 1997 dans le championnat international de Formule 3000, la carrière de celui qui est alors surtout connu pour être le frère cadet de Jordi décolle en 1998 à la suite de sa victoire dans le championnat inaugural de Formule Nissan en Espagne. Grâce au soutien de Telefonica, un puissant opérateur espagnol de téléphonie, Gené accède à la Formule 1 en 1999 au sein de l'écurie Minardi. En prenant progressivement l'ascendant sur son coéquipier Luca Badoer, et en faisant preuve d'une remarquable régularité, Gené séduit le paddock. Au Grand Prix d'Europe, avec il est vrai l'aide des circonstances (dont l'abandon en fin de course de Badoer), il termine même sixième, apportant à Minardi son premier point depuis plusieurs saisons. Reconduit chez Minardi pour la saison 2000, Gené reste fidèle à sa réputation de pilote sérieux et régulier, mais ne parvient pas à réaliser des coups d'éclats susceptibles d'attirer des équipes plus huppées.
En 2001, Gené est recruté par la puissante écurie Williams-BMW, mais en qualité de pilote essayeur. Ce travail de l'ombre lui permet de retrouver les grilles de départ au Grand Prix d'Italie 2003 lorsqu'il doit remplacer Ralf Schumacher blessé. À cette occasion, Gené décroche une honorable cinquième place. L'année suivante, après une nouvelle indisponibilité du cadet des Schumacher, Gené dispute les Grand Prix de France et de Grande-Bretagne. Mais déçu par les performances assez ternes du pilote espagnol, Williams préfère miser sur l'autre pilote essayeur de l'écurie (Antônio Pizzonia) pour poursuivre l'intérim. À la fin de l'année, Gené quitte Williams pour rejoindre Ferrari, toujours en qualité de pilote essayeur. Il occupe toujours ce poste aujourd'hui, même si en raison de la limitation des essais privés, son kilométrage est désormais fortement réduit.
Parallèlement à son travail chez Ferrari, Marc Gené participe en 2007 au championnat Le Mans Series ainsi qu'aux 24 heures du Mans au volant du prototype Peugeot 908 HDi FAP, auquel il a offert sa première victoire dès sa première sortie en compétition, lors des 1 000 kilomètres de Monza en avril 2007, en équipage avec Nicolas Minassian.
Malgré une saison 2008 mitigée chez le constructeur français (marquée par une très violente sortie de piste lors de la journée test des 24 heures du Mans), il est confirmé chez Peugeot pour la saison 2009. Associé à Alexander Wurz et David Brabham, il remporte les 24 Heures du Mans au volant de la Peugeot 908 HDi FAP no 9. Les années 2010 et 2011 sont compliquées pour l'Espagnol qui ne décroche pas de podium.
En 2012, il rejoint Audi Sport Team Joest. Pendant trois années, malgré cinq équipiers en trois éditions dont Tom Kristensen, le nonuple vainqueur de la classique mancelle, il n'obtient pas de nouvelle victoire aux 24 Heures du Mans.
Lors de l'intersaison 2014-2015, licencié par la Scuderia Ferrari (comme son compatriote Pedro de la Rosa), il est remplacé par le tandem Esteban Gutiérrez - Jean-Éric Vergne. En endurance, il quitte Audi pour Nissan qui débute dans la discipline.

## Vie privée
Au début de sa carrière, Marc Gené est surtout connu pour être le frère cadet de Jordi Gené, grand espoir du sport automobile espagnol au début des années 1990. Jordi devait intégrer, en 1993, l'équipe « Bravo F1 », appelée à devenir la première écurie de Formule 1 espagnole mais le projet n'a finalement jamais vu le jour. Il a toutefois obtenu quatre victoires en Championnat du monde des voitures de tourisme.
Marc Gené est un des rares pilotes à avoir poursuivi de longues études en parallèle de sa carrière en sport automobile ; il est titulaire d'un diplôme en économie et parle couramment plusieurs langues étrangères.

## Résultats en championnat du monde de Formule 1
| Saison | Écurie                       | Châssis | Moteur        | Pneus       | GP disputés | Points inscrits | Classement |
| ------ | ---------------------------- | ------- | ------------- | ----------- | ----------- | --------------- | ---------- |
| 1999   | Fondmetal Minardi Ford       | M01     | Cosworth V10  | Bridgestone | 16          | 1               | 17e        |
| 2000   | Telefónica Minardi Fondmetal | M02     | Fondmetal V10 | Bridgestone | 17          | 0               | Nc.        |
| 2003   | BMW Williams F1 Team         | FW25    | BMW V10       | Michelin    | 1           | 4               | 17e        |
| 2004   | BMW Williams F1 Team         | FW26    | BMW V10       | Michelin    | 2           | 0               | Nc.        |

## Résultats aux 24 Heures du Mans
| Année | Voiture                 | Équipe                | Équipiers                              | Résultat  |
| ----- | ----------------------- | --------------------- | -------------------------------------- | --------- |
| 2007  | Peugeot 908 HDi FAP     | Team Peugeot Total    | Nicolas Minassian / Jacques Villeneuve | Abandon   |
| 2008  | Peugeot 908 HDi FAP     | Team Peugeot Total    | Nicolas Minassian / Jacques Villeneuve | 2e        |
| 2009  | Peugeot 908 HDi FAP     | Team Peugeot Total    | David Brabham / Alexander Wurz         | Vainqueur |
| 2010  | Peugeot 908 HDi FAP     | Team Peugeot Total    | Anthony Davidson / Alexander Wurz      | Abandon   |
| 2011  | Peugeot 908             | Team Peugeot Total    | Anthony Davidson / Alexander Wurz      | 4e        |
| 2012  | Audi R18 Ultra          | Audi Sport Team Joest | Loïc Duval / Romain Dumas              | 5e        |
| 2013  | Audi R18 e-tron quattro | Audi Sport Team Joest | Oliver Jarvis / Lucas di Grassi        | 3e        |
| 2014  | Audi R18 e-tron quattro | Audi Sport Team Joest | Tom Kristensen / Lucas di Grassi       | 2e        |